# Peter Ndlovu
Peter Ndlovu (Bulawayo, 25 februari 1973) is een Zimbabwaans voormalig voetballer die doorgaans als aanvaller of als buitenspeler speelde. Hij maakte vooral naam bij Coventry City van 1991 tot 1997, in de Premier League. Hij was de eerste Afrikaan in de Premier League.
Daarnaast kwam hij uit voor Birmingham City, Sheffield United en Mamelodi Sundowns. Ndlovu kwam 100 keer in actie voor het Zimbabwaans voetbalelftal en was 38 keer trefzeker. Daarmee is hij Zimbabwaans topschutter aller tijden. Hij werd na zijn actieve carrière teammanager bij Mamelodi Sundowns in Zuid-Afrika.

## Clubcarrière

### Coventry City
Ndlovu is vooral bekend om zijn periode bij Coventry City in de Premier League, waar hij neerstreek in de zomer van 1991. Hij kwam over van Highlanders FC uit zijn land van herkomst Zimbabwe, waar Ndlovu veel indruk maakte. Coventry betaalde £ 10.000 voor de spits die nog een tiener was. Ndlovu werd meteen een vaste waarde onder speler-coach Terry Butcher en bleef dat ook onder de volgende managers Bobby Gould, Phil Neal, Ron Atkinson en Gordon Strachan. 
De achttienjarige Ndlovu viel meteen op door bij zijn debuut op 7 september 1991 het winnende doelpunt te maken op het veld van Arsenal (1-2) en daarna door dit in eigen huis te herhalen tegen Aston Villa (1-0). Hierdoor werd hij op Highfield Road meteen in de harten gesloten. Later zou hij nog een hattrick maken, op 14 maart 1995 op Anfield Road tegen Liverpool. Coventry won die wedstrijd met 2-3. Vanaf het seizoen 1994-1995 vormde hij een aanvalsduo met Dion Dublin. Eerder speelde hij samen met Kevin Gallacher en Robert Rosario. Een doelpunt van Ndlovu tegen Norwich City in september 1993 werd verkozen tot Goal of the Month door de kijkers van het programma Match of the Day. Hij maakte in totaal 39 competitiedoelpunten voor de Sky Blues.

### Birmingham City
In de zomer van 1997 verkaste hij naar Birmingham City voor een bedrag van £ 1,6 miljoen. Ook bij de Blues stond Ndlovu met de regelmaat van de klok aan het kanon, hoewel de club nooit de promotie naar de Premier League wist af te dwingen met Ndlovu in de ploeg. 
Ndlovu was net als in zijn periode bij Coventry populair onder de fans. Met Birmingham City bereikte hij tweemaal de play-offs van het Championship, maar strandde telkens in de halve finale. 
Hij trok op uitleenbasis naar Huddersfield Town in het seizoen 2000-01. Daar scoorde hij vier keer in zes wedstrijden, waarvan twee doelpunten bij zijn debuut tegen Wolverhampton Wanderers.
Hij speelde voor drie clubs in het seizoen 2000-01. Na zijn erg korte uitleenbeurt aan Huddersfield Town keerde de spits terug naar zijn werkgever Birmingham City, waar hij inmiddels zijn plaats in het elftal was kwijtgeraakt aan Andrew Johnson en Geoff Horsfield. Vlak voor de halve finale van de League Cup tegen Ipswich Town kwam Birmingham City met het nieuws dat hij mocht beschikken. 

### Sheffield United
Hij verhuisde in de winter van 2001 transfervrij naar Sheffield United, waar hij middenvelder werd. Ndlovu was bij Sheffield meestal te vinden op de rechterflank. Hij lukte vanuit deze positie een hattrick voor de Blades tegen Cardiff City in het seizoen 2003-2004. Hij verliet Sheffield in de zomer van 2004 en scoorde 29 doelpunten uit 130 wedstrijden. 
In totaal scoorde Ndlovu meer dan 90 doelpunten tijdens zijn 12 seizoenen en 338 wedstrijden in de twee hoogste divisies van het Engels voetbal.

### Terugkeer naar Afrika
Hij keerde terug naar Afrika en zette zijn carrière in Zuid-Afrika verder bij Mamelodi Sundowns in de Premier Soccer League. Hij scoorde 20 doelpunten uit 81 competitiewedstrijden. 
In het seizoen 2008-2009 tekende hij voor twee seizoenen bij Thanda Royal Zulu, maar vertrok alweer na een seizoen. Hij keerde nog een seizoen terug naar het regionale voetbal in Engeland.
Ndlovu beëindigde zijn carrière na afloop van het seizoen 2010-2011. Op dat moment was hij actief in eigen land bij Black Mambas F.C. 

## Interlandcarrière
Ndlovu maakte in 1991 zijn debuut in het Zimbabwaans voetbalelftal en vertegenwoordigde zijn land op het Afrikaans kampioenschap voetbal 2004 in Tunesië, waar hij drie keer de weg naar doel vond. Hij werd echter met zijn land uitgeschakeld in de groepsfase. Ndlovu scoorde 38 keer in 100 interlands voor Zimbabwe.

## Clubstatistieken
| Seizoen         | Club                | Duels | Goals | Competitie            |
| --------------- | ------------------- | ----- | ----- | --------------------- |
| 1991-92         | Coventry City       | 22    | 5     | First Division        |
| 1992-93         | Coventry City       | 32    | 7     | Premier League        |
| 1993-94         | Coventry City       | 40    | 11    | Premier League        |
| 1994-95         | Coventry City       | 30    | 11    | Premier League        |
| 1995-96         | Coventry City       | 32    | 4     | Premier League        |
| 1996-97         | Coventry City       | 20    | 1     | Premier League        |
| Totaal          | Totaal              | 176   | 39    |                       |
| 1997-98         | Birmingham City     | 39    | 9     | Championship          |
| 1998-99         | Birmingham City     | 43    | 11    | Championship          |
| 1999-00         | Birmingham City     | 14    | 1     | Championship          |
| 2000-01         | Birmingham City     | 12    | 2     | Championship          |
| Totaal          | Totaal              | 106   | 23    |                       |
| 2000-01         | → Huddersfield Town | 6     | 4     | Championship          |
| Totaal          | Totaal              | 6     | 4     |                       |
| 2000-01         | Sheffield United    | 15    | 4     | Championship          |
| 2001-02         | Sheffield United    | 44    | 6     | Championship          |
| 2002-03         | Sheffield United    | 40    | 10    | Championship          |
| 2003-04         | Sheffield United    | 31    | 9     | Championship          |
| Totaal          | Totaal              | 130   | 29    |                       |
| 2004-05         | Mamelodi Sundowns   | 10    | 3     | Premier Soccer League |
| 2005-06         | Mamelodi Sundowns   | 20    | 8     | Premier Soccer League |
| 2006-07         | Mamelodi Sundowns   | 25    | 2     | Premier Soccer League |
| 2007-08         | Mamelodi Sundowns   | 26    | 7     | Premier Soccer League |
| Totaal          | Totaal              | 81    | 20    |                       |
| 2008-09         | Thanda Royal Zulu   | 25    | 1     | Premier Soccer League |
| Totaal          | Totaal              | 25    | 1     |                       |
| Carrière totaal | Carrière totaal     | 518   | 116   |                       |

## Persoonlijk leven
Zijn broer Adam was eveneens profvoetballer, maar kwam in 2012 om het leven bij een verkeersongeluk. Peter raakte zwaargewond en lag lange tijd in coma, maar ontwaakte.